# Шарм ан л'Англ
Шарм ан л'Англ (фр. Charmes-en-l'Angle) насеље је и општина у североисточној Француској у региону Шампањ-Арден, у департману Горња Марна која припада префектури Сен Дизје.
По подацима из 2011. године у општини је живело 7 становника, а густина насељености је износила 0,95 становника/km². Општина се простире на површини од 7,36 km². Налази се на средњој надморској висини од 224 метара.

## Демографија
| 1962. | 1968. | 1975. | 1982. | 1990. | 1999. | 2011. |
| ----- | ----- | ----- | ----- | ----- | ----- | ----- |
| 11    | 14    | 12    | 11    | 9     | 6     | 7     |

График промене броја становника у току последњих година